# Ligue de diamant 2012
Navigation
La 3e édition de la Ligue de diamant (en anglais 2012 IAAF Diamond League) se déroule du 11 mai au 7 septembre 2012. Organisée par l'Association internationale des fédérations d'athlétisme, cette compétition regroupe comme lors des deux premières éditions quatorze meetings internationaux répartis sur trois continents.
La Ligue de diamant 2012 débute le 11 mai 2012 à Doha et se poursuit à Shanghai, Rome, Eugene, Oslo, New York, Paris-Saint-Denis, Londres, Monaco. La compétition reprend après les Jeux olympiques de 2012 avec les meetings de Stockholm, Lausanne et Birmingham. Les finales se déroulent successivement les 30 août et 7 septembre 2012 à Zurich et Bruxelles.
Les vainqueurs de chaque épreuve bénéficient de la part de l'IAAF d'une invitation pour les Championnats du monde 2013.

## Compétition

### Épreuves
La Ligue de diamant accueille 16 épreuves de l'athlétisme réparties sur l'ensemble des meetings disputés durant l'année. Chaque épreuve donne lieu à des points attribués en fonction des performances : 4 points pour le premier, 2 points pour le deuxième et 1 point pour le troisième, les points étant doublés lors de la finale. L'athlète ayant cumulé le plus grand nombre de points durant l'année remporte un diamant de 4 carats, d’une valeur d'environ 40 000 dollars.
Trente-deux épreuves (16 masculines et 16 féminines) composent le programme de cette Ligue de diamant 2012.

### Calendrier
| #  | Date                  | Lieu       | Meeting             | 100 | 200 | 400 | 800 | 1500 | 5000 | Stee | 110h | 400h | Haut | Perc | Long | Trip | Poid | Disq | Jave | Réf.   |
| -- | --------------------- | ---------- | ------------------- | --- | --- | --- | --- | ---- | ---- | ---- | ---- | ---- | ---- | ---- | ---- | ---- | ---- | ---- | ---- | ------ |
| 1  | 11 mai 2012           | Doha       | Qatar Athletic      | F   | H   | H   | F   | H    | F    | H    | F    | F    | H    | F    | H    | F    | F    | H    | F    | [ 4 ]  |
| 2  | 19 mai 2012           | Shanghai   | Golden Grand Prix   | H   | F   | F   | H   | F    | H    | F    | H    | H    | F    | H    | F    | H    | H    | F    | H    | [ 5 ]  |
| 3  | 31 mai 2012           | Rome       | Golden Gala         | HF  |     |     | F   | F    | F    | H    | F    | HF   | H    | H    | H    | F    | F    | H    | F    | [ 6 ]  |
| 4  | 2 juin 2012           | Eugene     | Prefontaine Classic |     | HF  | HF  | H   | H    | H    | F    | H    |      | F    | F    | F    | H    | H    | F    | H    | [ 7 ]  |
| 5  | 7 juin 2012           | Oslo       | Bislett Games       | H   | F   | F   |     | HF   | H    | F    | F    | H    | F    | H    | F    | H    | H    | F    | H    | [ 8 ]  |
| 6  | 9 juin 2012           | New York   | Adidas Grand Prix   | F   | H   | H   | HF  |      | F    |      | H    | F    | H    | F    | H    | F    | F    | H    | F    | [ 9 ]  |
| 7  | 6 juillet 2012        | Paris      | Meeting Areva       | H   | F   | F   | H   | F    | H    | HF   | F    | H    | F    | H    | F    | H    | H    | F    | H    | [ 10 ] |
| 8  | 13 et 14 juillet 2012 | Londres    | London Grand Prix   | H   | F   | F   | H   | F    | H    | F    | F    | H    | F    | H    | H    | H    | H    | H    | F    | ,      |
| 9  | 20 juillet 2012       | Monaco     | Herculis            | F   | H   | H   | F   | H    | F    | H    | H    | F    | H    | F    | H    | F    |      | F    | H    | [ 13 ] |
| 10 | 17 août 2012          | Stockholm  | DN Galan            | H   | F   | F   | H   | F    | H    | F    | F    | H    | F    | F    | F    | H    | H    | F    | H    | [ 14 ] |
| 11 | 23 août 2012          | Lausanne   | Athletissima        | F   | H   | H   | F   | H    | F    | H    | H    | F    | H    | H    | F    | F    | F    | H    | F    | [ 15 ] |
| 12 | 26 août 2012          | Birmingham | British Grand Prix  | F   | H   | H   | F   | H    | F    | H    | H    | F    | H    | F    | H    | F    | F    | H    | F    | [ 16 ] |
| 13 | 30 août 2012          | Zurich     | Weltklasse          | F   | H   | F   | H   | F    | H    | F    | F    | H    | H    | H    | F    | H    | HF   | F    | H    | [ 17 ] |
| 14 | 7 septembre 2012      | Bruxelles  | Mémorial Van Damme  | H   | F   | H   | F   | H    | F    | H    | H    | F    | F    | F    | H    | F    | F    | H    | F    | [ 18 ] |

| H | Épreuves masculines | F | Épreuves féminines |  | Finales |

## Résultats

### Palmarès 2012
| Hommes            | Hommes              | Hommes  |
| ----------------- | ------------------- | ------- |
| 100 m             | Usain Bolt          | détails |
| 200 m             | Nickel Ashmeade     | détails |
| 400 m             | Kévin Borlée        | détails |
| 800 m             | Mohammed Aman       | détails |
| 1 500 m / Mile    | Silas Kiplagat      | détails |
| 3 000 m / 5 000 m | Isiah Koech         | détails |
| 110 m haies       | Aries Merritt       | détails |
| 400 m haies       | Javier Culson       | détails |
| 3 000 m steeple   | Paul Kipsiele Koech | détails |
| Saut en longueur  | Aleksandr Menkov    | détails |
| Triple saut       | Christian Taylor    | détails |
| Saut en hauteur   | Robbie Grabarz      | détails |
| Saut à la perche  | Renaud Lavillenie   | détails |
| Lancer du poids   | Reese Hoffa         | détails |
| Lancer du disque  | Gerd Kanter         | détails |
| Lancer du javelot | Vítezslav Veselý    | détails |

| Femmes            | Femmes                  | Femmes  |
| ----------------- | ----------------------- | ------- |
| 100 m             | Shelly-Ann Fraser-Pryce | détails |
| 200 m             | Charonda Williams       | détails |
| 400 m             | Amantle Montsho         | détails |
| 800 m             | Pamela Jelimo           | détails |
| 1 500 m           | Abeba Aregawi           | détails |
| 3 000 m / 5 000 m | Vivian Cheruiyot        | détails |
| 100 m haies       | Dawn Harper             | détails |
| 400 m haies       | Kaliese Spencer         | détails |
| 3 000 m steeple   | Milcah Cheywa           | détails |
| Saut en longueur  | Yelena Sokolova         | détails |
| Triple saut       | Olga Rypakova           | détails |
| Saut en hauteur   | Chaunté Lowe            | détails |
| Saut à la perche  | Silke Spiegelburg       | détails |
| Lancer du poids   | Valerie Adams           | détails |
| Lancer du disque  | Sandra Perković         | détails |
| Lancer du javelot | Barbora Špotáková       | détails |

### Hommes

#### Courses
| #         | Meeting    | 100 m (détails)            | 200 m (détails)               | 400 m (détails)                  | 800 m (détails)                      | 1 500 m/Mile (détails)             | 3000/5 000 m (détails)                  | 110 m haies (détails)      | 400 m haies (détails)       | 3 000 m steeple (détails)                  |
| 1         | Doha       | —                          | Walter Dix 20 s 02 (MR)       | LaShawn Merritt 44 s 19 (WL, MR) | —                                    | Silas Kiplagat 3 min 29 s 63 (WL)  | —                                       | —                          | —                           | Paul Kipsiele Koech 7 min 56 s 58 (WL, MR) |
| 2         | Shanghai   | Asafa Powell 10 s 02       | —                             | —                                | Leonard Kosencha 1 min 46 s 04       | —                                  | Hagos Gebrhiwet 13 min 11 s 00 (WL, MR) | Liu Xiang 12 s 97 (WL)     | Angelo Taylor 48 s 98       | —                                          |
| 3         | Rome       | Usain Bolt 9 s 76 (WL, MR) | —                             | —                                | —                                    | —                                  | —                                       | —                          | Javier Culson 48 s 14       | Paul Kipsiele Koech 7 min 54 s 31 (WL, MR) |
| 4         | Eugene     | —                          | Wallace Spearmon 20 s 27      | LaShawn Merritt 44 s 91          | Abubaker Kaki 1 min 43 s 71          | Asbel Kiprop 3 min 49 s 40 (WL)    | Mo Farah 12 min 56 s 98 (WL, MR)        | Liu Xiang 12 s 87          | —                           | —                                          |
| 5         | Oslo       | Usain Bolt 9 s 79 (MR)     | —                             | —                                | —                                    | Asbel Kiprop 3 min 49 s 22 (WL)    | Dejen Gebremeskel 12 min 58 s 92        | —                          | Javier Culson 47 s 92 (WL)  | —                                          |
| 6         | New York   | —                          | Churandy Martina 19 s 94 (NR) | Luguelín Santos 45 s 24          | David Rudisha 1 min 41 s 74 (WL, MR) | —                                  | —                                       | Jason Richardson 13 s 18   | —                           | —                                          |
| 7         | Paris      | Tyson Gay 9 s 99           | —                             | —                                | David Rudisha 1 min 41 s 54 (WL, MR) | —                                  | Dejen Gebremeskel 12 min 46 s 81 (WL)   | —                          | Javier Culson 47 s 78 (WL)  | Paul Kipsiele Koech 8 min 0 s 57 (MR)      |
| 8         | Londres    | Tyson Gay 10 s 03          | —                             | —                                | Adam Kszczot 1 min 44 s 49           | —                                  | Mo Farah 13 min 06 s 04                 | —                          | Javier Culson 47 s 78 (=WL) | —                                          |
| 9         | Monaco     | —                          | Nickel Ashmeade 20 s 02       | Jonathan Borlée 44 s 74 (SB)     | —                                    | Asbel Kiprop 3 min 28 s 88 (WL)    | —                                       | Aries Merritt 12 s 93 (WL) | —                           | Conseslus Kipruto 8 min 3 s 49 (PB)        |
| 10        | Stockholm  | Ryan Bailey 9 s 93         | —                             | —                                | Mohammed Aman 1 min 43 s 56          | —                                  | Isaiah Koech 7 min 30 s 43              | —                          | Michael Tinsley 48 s 50     | —                                          |
| 11        | Lausanne   | —                          | Usain Bolt 19 s 58 (MR)       | Kirani James 44 s 37             | —                                    | Silas Kiplagat 3 min 31 s 78       | —                                       | Jason Richardson 13 s 08   | —                           | Paul Kipsiele Koech 8 min 5 s 80           |
| 12        | Birmingham | —                          | Nickel Ashmeade 20 s 12       | Angelo Taylor 44 s 93 (SB)       | —                                    | Mekonnen Gebremedhin 3 min 34 s 80 | —                                       | Aries Merritt 12 s 95 (MR) | —                           | Jairus Birech 8 min 20 s 27                |
| 13        | Zürich     | —                          | Usain Bolt 19 s 66 (MR)       | —                                | Mohammed Aman 1 min 42 s 53 (NR)     | —                                  | Isiah Koech 12 min 58 s 98              | —                          | Javier Culson 48 s 29       | —                                          |
| 14        | Bruxelles  | Usain Bolt 9 s 86          | —                             | Kévin Borlée 44 s 75             | —                                    | Silas Kiplagat 3 min 31 s 98       | —                                       | Aries Merritt 12 s 80 (WR) | —                           | Brimin Kipruto 8 min 03 s 11               |
|           |            |                            |                               |                                  |                                      |                                    |                                         |                            |                             |                                            |
| Vainqueur | Vainqueur  | Usain Bolt                 | Nickel Ashmeade               | Kévin Borlée                     | Mohammed Aman                        | Silas Kiplagat                     | Isiah Koech                             | Aries Merritt              | Javier Culson               | Paul Kipsiele Koech                        |

#### Concours
| #         | Meeting    | Saut en longueur (détails)   | Triple saut (détails)             | Saut en hauteur (détails)                | Saut à la perche (détails) | Lancer du poids (détails) | Lancer du disque (détails)     | Lancer du javelot (détails)     |
| 1         | Doha       | Aleksandr Menkov 8,22 m      | —                                 | Dimítrios Chondrokoúkis 2,32 m (WL)      | —                          | —                         | Piotr Małachowski 67,53 m (SB) | —                               |
| 2         | Shanghai   | —                            | Phillips Idowu 17,24 m (MR)       | —                                        | Yang Yansheng 5,65 m (SB)  | Reese Hoffa 20,98 m       | —                              | Vítězslav Veselý 85,40 m (SB)   |
| 3         | Rome       | Greg Rutherford 8,32 m       | —                                 | Robbie Grabarz 2,33 m (WL)               | Renaud Lavillenie 5,82 m   | —                         | Ehsan Hadadi 66,73 m           | —                               |
| 4         | Eugene     | —                            | Christian Taylor 17,62 m (WL, MR) | —                                        | —                          | Reese Hoffa 21,81 m (WL)  | —                              | Vadims Vasiļevskis 84,65 m (MR) |
| 5         | Oslo       | —                            | Lyukman Adams 17,09 m             | —                                        | Renaud Lavillenie 5,82 m   | Tomasz Majewski 21,36 m   | —                              | Vítězslav Veselý 88,11 m (WL)   |
| 6         | New York   | Mitchell Watt 8,16 m (MR)    | —                                 | Jesse Williams 2,36 m (MR)               | —                          | —                         | Zoltán Kővágó 66,36 m          | —                               |
| 7         | Paris      | —                            | Leevan Sands 17,23 m (SB)         | —                                        | Renaud Lavillenie 5,77 m   | Dylan Armstrong 20,54 m   | —                              | Oleksandr Pyatnytsya 85,67 m    |
| 8         | Londres    | Mitchell Watt 8,28 m (SB)    | Christian Taylor 17,41 m          | —                                        | Björn Otto 5,74 m          | Reese Hoffa 21,34 m       | Gerd Kanter 64,85 m            | —                               |
| 9         | Monaco     | Irving Saladino 8,16 m (SB)  | —                                 | Jesse Williams 2,33 m                    | —                          | —                         | —                              | Oleksandr Pyatnytsya 82,85 m    |
| 10        | Stockholm  | —                            | Christian Taylor 17,11 m          | —                                        | —                          | Reese Hoffa 21,24 m       | —                              | Tero Pitkämäki 86,98 m          |
| 11        | Lausanne   | —                            | —                                 | Mutaz Essa Barshim 2,39 m (=AR, =WL, MR) | Renaud Lavillenie 5,80 m   | —                         | Gerd Kanter 65,79 m            | —                               |
| 12        | Birmingham | Aleksandr Menkov 8,18 m      | —                                 | Robbie Grabarz 2,32 m                    | —                          | —                         | Robert Harting 66,64 m         | —                               |
| 13        | Zürich     | —                            | Fabrizio Donato 17,29 m           | Ivan Ukhov 2,31 m                        | Renaud Lavillenie 5,70 m   | Reese Hoffa 21,64 m       | —                              | Tero Pitkämäki 85,27 m          |
| 14        | Bruxelles  | Aleksandr Menkov 8,29 m (PB) | —                                 | —                                        | —                          | —                         | Gerd Kanter 66,84 m            | —                               |
|           |            |                              |                                   |                                          |                            |                           |                                |                                 |
| Vainqueur | Vainqueur  | Aleksandr Menkov             | Christian Taylor                  | Robbie Grabarz                           | Renaud Lavillenie          | Reese Hoffa               | Gerd Kanter                    | Vítězslav Veselý                |

### Femmes

#### Courses
| #         | Meeting    | 100 m (détails)                      | 200 m (détails)                 | 400 m (détails)                  | 800 m (détails)                       | 1 500 m/Mile (détails)                        | 3 000/5 000 m (détails)              | 100 m haies (détails)          | 400 m haies (détails)        | 3 000 m steeple (détails)             |
| 1         | Doha       | Allyson Felix 10 s 92 (MR)           | —                               | —                                | Pamela Jelimo 1 min 56 s 94 (WL, MR)  | —                                             | Vivian Cheruiyot 8 min 46 s 44 (WL)  | Brigitte Foster-Hylton 12 s 60 | Melaine Walker 54 s 62 (WL)  | —                                     |
| 2         | Shanghai   | —                                    | Veronica Campbell-Brown 22 s 50 | Novlene Williams-Mills 50 s 00   | —                                     | Genzebe Dibaba 3 min 57 s 77 (WL, NR, MR)     | —                                    | —                              | —                            | Milcah Cheywa 9 min 15 s 81 (WL, MR)  |
| 3         | Rome       | Murielle Ahouré 11 s 00 (NR)         | —                               | —                                | Fantu Magiso 1 min 57 s 56 (NR)       | Abeba Aregawi 3 min 56 s 54 (WL, NR, MR)      | Vivian Cheruiyot 14 min 35 s 62 (WL) | Dawn Harper 12 s 66            | Kaliese Spencer 54 s 39 (SB) | —                                     |
| 4         | Eugene     | —                                    | Allyson Felix 22 s 23           | Sanya Richards-Ross 49 s 39 (WL) | —                                     | —                                             | —                                    | —                              | —                            | Milcah Cheywa 9 min 13 s 69 (WL, MR)  |
| 5         | Oslo       | —                                    | Murielle Ahouré 22 s 42 (NR)    | Amantle Montsho 49 s 68          | —                                     | Abeba Aregawi 4 min 02 s 42                   | —                                    | Sally Pearson 12 s 49 (WL, MR) | —                            | Milcah Cheywa 9 min 7 s 14 (AR, MR)   |
| 6         | New York   | Shelly-Ann Fraser-Pryce 10 s 92 (SB) | —                               | —                                | Fantu Magiso 1 min 57 s 48 (NR, MR)   | —                                             | Tirunesh Dibaba 14 min 50 s 80       | —                              | Ti'erra Brown 54 s 85 (MR)   | —                                     |
| 7         | Paris      | —                                    | Murielle Ahouré 22 s 55         | Amantle Montsho 49 s 77          | —                                     | Mariem Alaoui Selsouli 3 min 56 s 15 (WL, NR) | —                                    | Sally Pearson 12 s 40 (WL)     | —                            | Habiba Ghribi 9 min 28 s 81 (MR)      |
| 8         | Londres    | —                                    | Charonda Williams 22 s 75       | Christine Ohuruogu 50 s 42 (SB)  | —                                     | Maryam Yusuf Jamal 4 min 06 s 78              | —                                    | Kellie Wells 12 s 57           | —                            | Ancuta Bobocel 9 min 27 s 24 (PB)     |
| 9         | Monaco     | Blessing Okagbare 10 s 96 (PB)       | —                               | —                                | Elena Kofanova 1 min 58 s 41          | —                                             | Mercy Cherono 8 min 38 s 51          | —                              | Zuzana Hejnová 54 s 12 (SB)  | —                                     |
| 10        | Stockholm  | —                                    | Charonda Williams 22 s 82       | Sanya Richards-Ross 49 s 89      | —                                     | Maryam Yusuf Jamal 4 min 1 s 19               | —                                    | Dawn Harper 12 s 65            | —                            | Yuliya Zaripova 9 min 5 s 02 (WL, MR) |
| 11        | Lausanne   | Carmelita Jeter 10 s 86              | —                               | —                                | Pamela Jelimo 1 min 57 s 59           | —                                             | Mercy Cherono 8 min 40 s 59          | —                              | Kaliese Spencer 53 s 49 (SB) | —                                     |
| 12        | Birmingham | Carmelita Jeter 10 s 81 (MR)         | —                               | —                                | Mariya Savinova 2 min 0 s 40          | —                                             | Mercy Cherono 8 min 41 s 21          | —                              | Kaliese Spencer 53 s 78 (MR) | —                                     |
| 13        | Zürich     | Shelly-Ann Fraser 10 s 83            | —                               | Sanya Richards-Ross 50 s 21      | —                                     | Abeba Aregawi 4 min 5 s 29                    | —                                    | Dawn Harper 12 s 59            | —                            | Etenesh Diro 9 min 24 s 97 (MR)       |
| 14        | Bruxelles  | —                                    | Myriam Soumaré 22 s 63          | —                                | Francine Niyonsaba 1 min 56 s 59 (NR) | —                                             | Vivian Cheruiyot 14 min 41 s 01      | —                              | Kaliese Spencer 53 s 69      | —                                     |
|           |            |                                      |                                 |                                  |                                       |                                               |                                      |                                |                              |                                       |
| Vainqueur |            |                                      |                                 |                                  |                                       |                                               |                                      |                                |                              |                                       |

#### Concours
| #         | Meeting    | Saut en longueur (détails) | Triple saut (détails)       | Saut en hauteur (détails)       | Saut à la perche (détails)        | Lancer du poids (détails)       | Lancer du disque (détails)       | Lancer du javelot (détails)          |  |
| 1         | Doha       | —                          | Olga Rypakova 14,33 m       | —                               | Anastasia Savchenko 4,57 m (PB)   | Nadezhda Ostapchuk 20,53 m (MR) | —                                | Mariya Abakumova 66,86 m (WL)        |  |
| 2         | Shanghai   | Janay DeLoach 6,73 m (MR)  | —                           | Chaunté Lowe 1,92 m             | —                                 | —                               | Sandra Perković 68,24 m (NR, MR) | —                                    |  |
| 3         | Rome       | —                          | Olha Saladukha 14,75 m (SB) | —                               | —                                 | Valerie Adams 21,03 m (WL, MR)  | —                                | Barbora Špotáková 68,65 m (WL)       |  |
| 4         | Eugene     | Shara Proctor 6,84 m (PB)  | —                           | Anna Chicherova 2,02 m (WL, MR) | Fabiana Murer 4,63 m (SB)         | —                               | Sandra Perković 66,92 m (MR)     | —                                    |  |
| 5         | Oslo       | Olga Kucherenko 6,96 m     | —                           | Chaunté Lowe 1,97 m             | —                                 | —                               | Sandra Perković 64,89 m          | —                                    |  |
| 6         | New York   | —                          | Olga Rypakova 14,71 m (MR)  | —                               | Fabiana Murer 4,77 m (WL)         | Valerie Adams 20,60 m (MR)      | —                                | Sunette Viljoen 69,35 m (AR, WL, MR) |  |
| 7         | Paris      | Yelena Sokolova 6,70 m     | —                           | Chaunté Lowe 1,97 m             | —                                 | —                               | Dani Samuels 61,81 m             | —                                    |  |
| 8         | Londres    | —                          | —                           | Chaunté Lowe 2,00 m             | —                                 | —                               | —                                | Goldie Sayers 66,17 m (NR)           |  |
| 9         | Monaco     | —                          | Caterine Ibargüen 14,85 m   | —                               | Silke Spiegelburg 4,82 m (WL, NR) | —                               | Sandra Perković 65,29 m          | —                                    |  |
| 10        | Stockholm  | Yelena Sokolova 6,82 m     | —                           | Anna Chicherova 2,00 m          | Yarisley Silva 4,70 m             | Valerie Adams 20,26 m           | Sandra Perković 68,77 m (MR)     | —                                    |  |
| 11        | Lausanne   | Yelena Sokolova 6,89 m     | Olga Rypakova 14,68 m       | —                               | —                                 | Valerie Adams 20,95 m (MR)      | —                                | Barbora Špotáková 67,19 m            |  |
| 12        | Birmingham | —                          | Olha Saladukha 14,40 m      | —                               | Jennifer Suhr 4,65 m              | Valerie Adams 20,52 m           | —                                | Barbora Špotáková 66,08 m (MR)       |  |
| 13        | Zürich     | Yelena Sokolova 6,92 m     | —                           | —                               | —                                 | Valerie Adams 20,81 m (MR)      | Sandra Perković 63,97 m          | —                                    |  |
| 14        | Bruxelles  | —                          | Olga Rypakova 14,72 m       | Svetlana Shkolina 2,00 m        | Silke Spiegelburg 4,75 m          | —                               | —                                | Barbora Špotáková 66,91 m            |  |
|           |            |                            |                             |                                 |                                   |                                 |                                  |                                      |  |
| Vainqueur |            |                            |                             |                                 |                                   |                                 |                                  |                                      |  |

#### Légende
Records et Performances
- AR : Record continental (area record)
- CR : Record des championnats (championship record)
- MR : Record du meeting (meet record)
- NR : Record national (national record)
- OR : Record olympique (olympic record)
- PR : Record paralympique (paralympic record)
- PB : Record personnel (personal best)
- SB : Meilleure performance personnelle de la saison (season's best)
- WL : Meilleure performance mondiale de l'année (world leader)
- WJR : Record du monde junior (world junior record)
- WR : Record du monde (world record)

Circonstances et Conditions
- DNF : N'a pas terminé (did not finish)
- DNS : N'a pas pris le départ (did not start)
- DQ : Disqualification (disqualification)
- NM : Aucun essai valable enregistré (No Mark)
- Q : Qualifié « directement » au prochain tour (ou à la prochaine compétition), lors d'une compétition majeure, grâce au classement ou à la réalisation des minima (automatic qualifier)
- q : Qualifié au prochain tour (ou à la prochaine compétition), lors d'une compétition majeure, grâce au repêchage ou à la réalisation de l'une des meilleures performances parmi celles des « non qualifiés directement » (grâce au meilleur temps ou à la meilleure distance par exemple) (secondary qualifier)